# Gnadochaeta madrensis
Gnadochaeta madrensis là một loài ruồi trong họ Tachinidae.